# موزه نوردبرابانتس
موزه نوردبرابانتس موزه هنر در سرتوخن‌بوس، هلند متصدی گری شارل دو مویژ می‌باشد.
نمایشگاه‌های قابل توجهی در این موزه شامل، هیرونیموس بوش - رؤیا و تصوراتی از نابغه برگزار می‌شود.